# Pelomus notabilis
Pelomus notabilis är en tvåvingeart som beskrevs av Reiss 1990. Pelomus notabilis ingår i släktet Pelomus och familjen fjädermyggor. Inga underarter finns listade i Catalogue of Life.